# Sigifredo Noriega Barceló
Mons. Sigifredo Noriega Barceló (Granados, Sonora, 12 de octubre de 1951) es un obispo mexicano.
Ingresó al Seminario de Ciudad Obregón en 1963. Curso Humanidades en el mismo Seminario y en 1968 ingresó al Seminario Pontificio de Montezuma, Nuevo México, donde estudió Filosofía. En 1972 estudia Teología en el Seminario Diocesano de Tijuana.
Fue ordenado sacerdote en Granados el 7 de octubre de 1976.
En 1980 viaja a Roma, Italia para obtener la Licencia Docendi en Teología Moral por la Academia Pontificia Alfonsiana. En 1982 regresa al Seminario de Ciudad Obregón como Director Espiritual, hasta 1991. En 2001 es nombrado Párroco de San Isidro Labrador en Providencia, Sonora.  
Del 2001 al 2006 es Director Espiritual de Teología y coordinador de Espiritualidad del Seminario Diocesano de Ciudad Obregón y prefecto de Estudios del Seminario mayor, de 2006 a 2007.
El 12 de abril de 2006 es nombrado vicario general de la Diócesis de Ciudad Obregón. El 25 de abril de 2007, Su Santidad, Benedicto XVI lo nombra primer obispo de la Diócesis de Ensenada, Baja California.
Desde el 2009 es miembro del Consejo Permanente de la CEM. 
El 2 de agosto de 2012, el Papa Benedicto XVI lo nombra Obispo de la Diócesis de Zacatecas.
| Predecesor: El, como primer Obispo      | Obispo de Ensenada 2007 - 2012 | Sucesor: Rafael Valdez Torres |
| Predecesor: Jesús Carlos Cabrero Romero | Obispo de Zacatecas 2012 -     | Sucesor: En el Cargo          |